# Anurie
Anurie je pokles denní diurézy nebo její úplné zastavení. U malých dětí je definovaná jako produkce moči 0–0,5 ml/kg/h, u dospělých jako 0–50 ml/den. Rozvijí se z oligurie, která jí předchází. K nejčastějším příčinám anurie a oligurie patří:
- akutní selhání ledvin
- akutní tubulární nekróza
- těžká dehydratace
- šokový stav